# Gene Pitney
Gene Francis Alan Pitney (17. února 1940, Hartford, Connecticut, USA – 5. dubna 2006, Cardiff, Wales, UK) byl americký zpěvák-skladatel, hudebník a zvukový inženýr. Svou kariéru zahájil koncem padesátých let, prvním úspěchům se mu dostalo počátkem následující dekády. První album nazvané The Many Sides of Gene Pitney vydal v roce 1962. Později vydal řadu dalších alb. V roce 2002 byl uveden do Rock and Roll Hall of Fame. V roce 2006 byl na turné ve Spojeném království. Dne 5. dubna toho roku jej jeho manažer nalezl mrtvého v hotelovém pokoji v Cardiffu. Následná pitva prokázala, že příčinou úmrtí byl infarkt.